# Thy Worshiper
Thy Worshiper – polski zespół folk metalowy, powstał w 1993 roku we Wrocławiu. 
Debiutancki album formacji zatytułowany Popiół (Introibo ad Altare Dei) ukazał się w 1996 roku nakładem Morbid Noizz Productions. Wkrótce potem grupa została rozwiązana.  Zespół wznowił działalność  w nowym składzie w 2005 roku w Dublinie. Rok później ukazał się drugi album długogrający Thy Worshiper pt. Signum. Wydawnictwo trafiło do sprzedaży nakładem oficyny  Eastside.
W 2014 roku nakładem wytwórni muzycznej Pagan Records ukazał się trzeci album grupy pt. Czarna dzika czerwień. W 2015 roku nakładem wytwórni płytowej Arachnophobia Records do sprzedaży trafił minialbum Thy Worshiper zatytułowany Ozimina. Na początku 2016 roku nagrania demo zespołu pt. Winter Dreams i Tym z krainy cieni ukazały się na płycie CD dzięki oficynie Dark Omens Production. 25 maja, także 2016 roku, ponownie dzięki Arachnophobia Records ukazał się czwarty album studyjny zespołu pt. Klechdy.

## Muzycy
| Obecny skład zespołu - Adam Tuchowski - gitara basowa - Tomasz "Grabaż" Grzesik - instrumenty perkusyjne - Marcin Pazera - perkusja - Dariusz Kubala - gitara elektryczna, gitara akustyczna - Marcin Gąsiorowski - śpiew, gitara akustyczna - Monika Lubas - śpiew |  | Byli członkowie zespołu - Maciej "Capricornus" Dąbrowski - perkusja - Bartosz Maruszak - perkusja - Michał - perkusja - Gyros - perkusja - Kruszon - perkusja - Joanna Bielska - flet - Tomasz Woźniak - gitara basowa - Peter - gitara elektryczna - Bartek - gitara elektryczna - Łukasz - gitara elektryczna - Michał Czyż - gitara elektryczna, gitara basowa - Lech Zasko - gitara elektryczna, gitara akustyczna - Bartek "Japko" Jabłonka - gitara, instrumenty klawiszowe - Adam "Kubov" Tuchowski - śpiew - Anna Chwałek - śpiew - Anna Malarz - śpiew - Marcin Nowak - gitara basowa - Krystian Mazur - gitara basowa |

## Dyskografia
| Albumy - Popiół (Introibo ad Altare Dei) (1996, Morbid Noizz Productions) - Signum (2006, Eastside) - Czarna dzika czerwień (2014, Pagan Records) - Ozimina (EP, 2015, Arachnophobia Records) - Klechdy (2016, Arachnophobia Records) - Bajki o staruchu (2021, Pagan Records) |  | Dema - Winter Dream (1994, wydanie własne) - Tym z krainy cieni (1994, wydanie własne) - Opowieść jednej nocy (2011, wydanie własne) |